# Jancsó Elemér

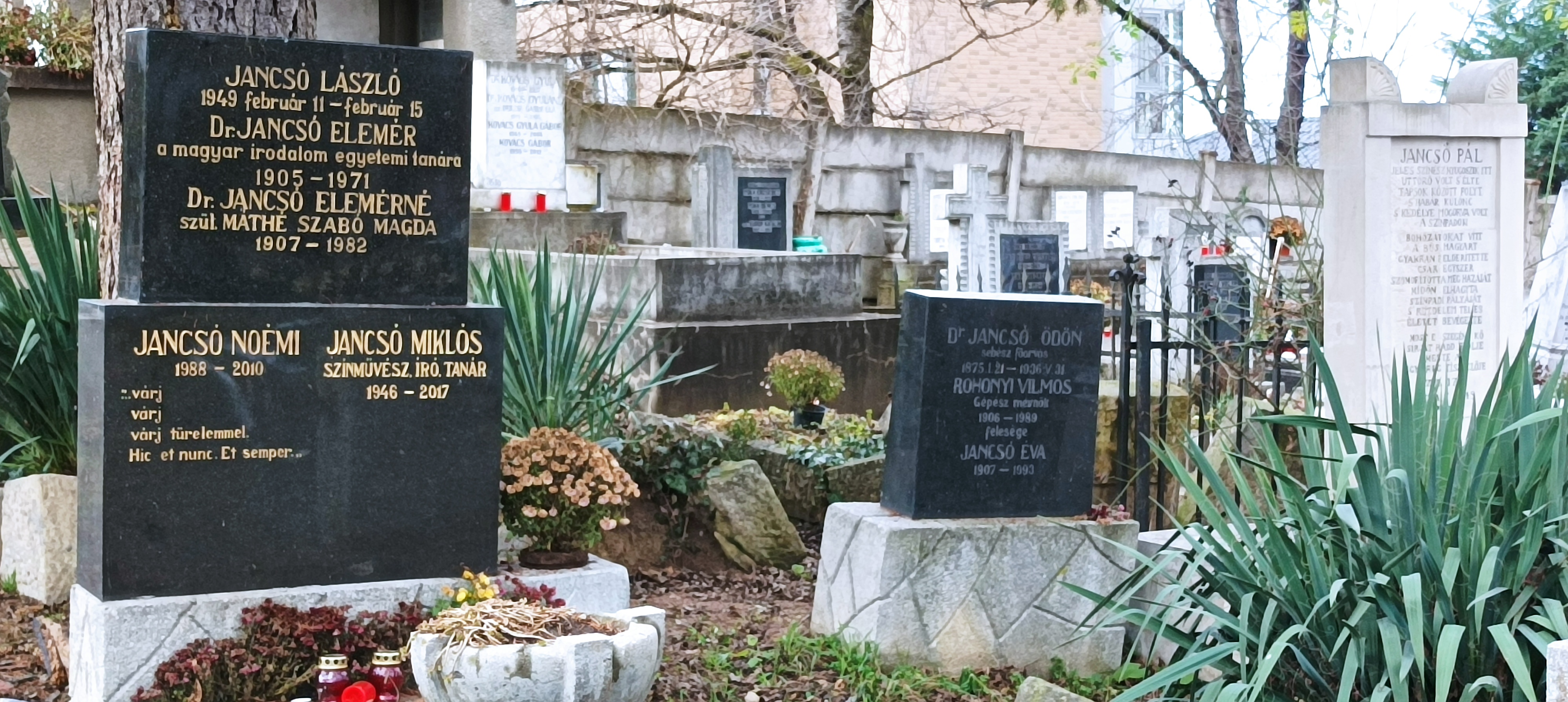
Sírja a Házsongárdi temetőben (Kertek rész) – bal oldali sírkő

Kezdivásárhelyi Jancsó Elemér (Marosújvár, 1905. április 10. – Kolozsvár, 1971. november 12.) irodalomtörténész, kritikus, szerkesztő, Jancsó Ödön fia, Jancsó Béla öccse, Jancsó Miklós apja, Jancsó Noémi nagyapja. Álnevei: Dezséri György, Újházy Elemér.

## Élete, munkássága
Az ősrégi székely nemesi kezdivásárhelyi Jancsó családnak a sarja; ősük Jancsó János kézdivásárhelyi lovas nemes 1613. július 13-án Báthory Gábortól címeres nemeslevelet szerzett. Apja kezdivásárhelyi Jancsó Ödön (1875–1936) erdélyi magyar orvos, főorvos, belgyógyász, sebész, anyja Zsakó Sarolta.
Középiskolai tanulmányait a kolozsvári Református Kollégiumban végezte, ezt követően az Eötvös Kollégium tagjaként a budapesti tudományegyetem magyar és francia szakos hallgatója volt. A doktori cím megszerzése után két évig a párizsi Sorbonne-on tanult. Az 1929–30-as tanévben államvizsgázott a kolozsvári egyetemen. 1942-ig egykori iskolájának tanáraként dolgozott, utána az 1942–1945 között az Erdélyi Tudományos Intézet munkatársa, majd 1945-től a Bolyai Tudományegyetem, illetve az egyesítés után haláláig a Babeș–Bolyai Tudományegyetem magyar irodalmi tanszékének vezető professzora volt.
Munkatársa volt az Ifjú Erdély, Erdélyi Irodalmi Szemle, Erdélyi Múzeum, Pásztortűz, Független Újság és a Korunk című folyóiratoknak, napilapoknak. 1939-ben az ő szerkesztésében indult el az Erdélyi Ritkaságok című sorozat, amelyben az erdélyi történelem és művelődéstörténet szempontjából figyelemre méltó kéziratok jelentek meg. Cikkei jelentek meg a fentieken kívül a Székely Szó, Keresztény Magvető, Igaz Szó, Nyelv- és Irodalomtudományi Közlemények, Széphalom és a Nyugat hasábjain is. Kéziratban maradt a kolozsvári színházról írt monográfiája.
Irodalomtörténészi munkássága elsősorban a felvilágosodás és a reformkor tárgykörben mozgott, tanulmányainak tárgya többek között Aranka György, Batsányi János, Barcsay Ábrahám, Bod Péter, Döbrentei Gábor, Gyarmathi Sámuel, Jósika Miklós volt.
Ritka könyvekből, irodalmi levelezésből, újság- és folyóirat-gyűjteményekből álló hagyatéka részben az Országos Széchényi Könyvtárba került.

## Kötetben megjelent munkái
- Északafrikában (Kolozsvár, 1931)
- Északi rokonainknál (Nagyvárad, 1932)
- Az erdélyi magyar líra tizenöt éve (Kolozsvár, 1934)
- Az irodalomtörténtírás legújabb irányai (Kolozsvár, 1934, Erdélyi Tudományos Füzetek 66.)
- Erdély irodalmi élete 1918-tól napjainkig (Budapest, 1935)
- Az erdélyi magyarság életsorsa nevelésügyének tükrében 1914–1934 (Budapest, 1935)
- A magyar szabadkőművesség irodalmi és művelődéstörténeti szerepe a XVIII. században (Kolozsvár, 1936)
- Az erdélyi színészet hőskora (Kolozsvár, 1939)
- Reményik Sándor élete és költészete (Kolozsvár, 1942)
- Bölöni Farkas Sándor élete és munkássága 1795–1842 (Kolozsvár, 1942)
- Az Erdélyi Magyar Nyelvmívelő Társaság iratai (Bukarest, 1955)
- A felvilágosodástól a romantikáig (Bukarest, 1966)
- A magyar irodalom a felvilágosodás korában (Bukarest, 1969)
- Irodalomtörténet és időszerűség. Irodalomtötténelmi tanulmányok 1929–1970 (Bukarest, 1972)
- Kortársaim. Tanulmányok, cikkek, portrék, bírálatok 1928–1971 (Bukarest, 1976)